# Jet Sol
Henriette (Jet) Sol (Barendrecht, 17 juli 1971) is een Nederlandse televisiepresentatrice.

## Loopbaan
Sol volgde na de middelbare school een public relations-opleiding in Rotterdam. In 1995 ging ze bij StadsTV Rotterdam/RTV Rijnmond aan de slag,  als presentatrice en voice-over van de programma's  De Straat, De Nacht, Het Feest, Met Smaak en Yet. Daarna presenteerde ze in 1998 samen met Wendy van Dijk het datingprogramma Love voor SBS6. Vervolgens was Sol te zien bij Canal+, waar ze o.a het discussieprogramma Premiere + leidde en andere filmprogramma's presenteerde vanaf filmfestivals in Cannes, Gent en Rotterdam. Ook aan Euro 2000 met Kees Jansma leverde zij live bijdragen. Van medio 2001 tot medio 2003 werkte Sol bij de TROS. Ze presenteerde daar WNF Ranger Report en deed redactie.
Vanaf 2003 maakte Sol programma's voor RTL. Haar eerste programma daar was Wat rij jij? (bij Yorin). Daarna volgden Het Wereld Haven Festival op RTL 5, Duel in Frankrijk samen met Fabiënne de Vries (2005, RTL 5), Boarding Now samen met Tim Immers (2006/2007, RTL 5) en in 2007 enkele afleveringen van House Vision op RTL 4. Sinds 2006 was haar programma My First Home te zien op zaterdag in de namiddag op RTL 4.
Sol is buiten televisiewerk al jarenlang actief in het literaire circuit als interviewer en host. Ook is zij vaak te horen als voice-over.
Sol had een relatie met acteur/muzikant Joris Lutz, met wie ze een zoon kreeg. In september 2010 trouwde ze met marketingconsultant Kevin Paro.

## Televisie
SBS6
- Love (1998)

Canal+
- Premiere + (1999-2000)
- Euro 2000

TROS
- WNF Ranger Report (2001-2003)

RTL; Yorin/RTL 5/RTL 4
- Wat Rij Jij? (2003, Yorin)
- Duel in Frankrijk (2005, RTL 5)
- Boarding Now (2006-2007, RTL 5)
- House Vision (2007, RTL 4)
- My First Home (2006-2013, RTL 4)
- Een droom van een huis (2011-2012, RTL 4)
- City-News (2012-2013, RTL 4)

Omroep West
- Warmlopen (voor het WK Hockey in Den Haag) (2014)
- Kersthuis (2014, TV West)
- Van de Kaart (2015-2018, TV West)
- Op de Kaart (2019-heden, TV West)
- Debby en haar Mannen, vervangster van Debby Roukens (Radio West)